# 3+
 (août 2025).
Si vous disposez d'ouvrages ou d'articles de référence ou si vous connaissez des sites web de qualité traitant du thème abordé ici, merci de compléter l'article en donnant les références utiles à sa vérifiabilité et en les liant à la section « Notes et références ».
3+ (Drei Plus) est une chaîne de télévision généraliste suisse alémanique commerciale privée.

## Histoire de la chaîne
En 2006, Dominik Kaiser avait décidé de remplacer TV3 par une nouvelle chaîne de télévision privée. Aussi, juste avant la conférence de presse du 31 mai 2006, il avait lancé un projet préliminaire de pré-lancement, baptisé Elevator TV, mais Schweiz 3 étaient également avancés auparavant. Heureusement, le plan a eu du succès, TV3 étant remplacé par une nouvelle chaîne appelée 3+, qui commence ses émissions officielles le 31 août 2006 à 19h50. Son logo porte un 3 et un signe plus qui peut être interprété comme une croix Suisse.
Fin mai 2007, la chaîne annonce par communiqué de presse qu'elle est à vendre, moins d'un an après sa création, mais tout en restant une entreprise non déficitaire. En 2009, la chaîne reçoit le Swiss Economic Award et les responsables lancent en octobre 2012, 4+. Le 1er mai 2014, les responsables de la chaîne annoncent l'arrivée de 5+ pour le mois d'août 2014.
En juin 2014, 8 ans après son lancement, la chaîne annonce être désormais bénéficiaire.
En octobre 2019, la coentreprise CH Media (Groupe NZZ Mediengruppe & AZ Medien AG) rachète le Groupe 3+ devenant ainsi le plus gros groupe de médias tv privé du pays,.

## Organisation

### Dirigeants
Directeur :
- Dominik Kaiser

Directeur des programmes :
- Torsten Prenter : ancien directeur des programmes de la chaîne allemande RTL II.

La chaîne emploie environ vingt personnes.

## Programmes
La programmation de la chaîne se base essentiellement sur des productions originales de la chaîne ainsi que sur des films et des séries étrangères. Le matin est destiné aux enfants, l'après-midi aux séries et le soir aux films. 3+ est aussi l'unique télévision à programmer un film policier lorsque toutes les autres chaînes ne le font pas.
- Productions originales
  - Adam und Eva - émission de télé-réalité identique à Adam recherche Ève sur D8
  - Adieu Heimat - émission de télé-réalité qui suit des Suisses décidant de déménager à l'étranger
  - Air Glaciers - émission documentaire sur les sauvetage en haute-montagne par Air Glaciers
  - Bauer, ledig, sucht... et ses dérivés - émission semblable à L'amour est dans le pré sur M6
  - Der Bachelor et ses dérivés - émission semblable à Bachelor, le gentleman célibataire sur M6
  - Bernegger & Juric - première fiction maison (dès décembre 2018)
  - Bumann, Der Restauranttester - émission semblable à Cauchemar en cuisine sur M6
  - Camping Paradiso Grandioso - émission de télé-réalité sur les joies du camping estival
  - Jung, wild & sexy - émission de télé-réalité identique à Les Marseillais sur W9
  - Mama, ich bin schwanger - émission de télé-réalité identique à 17 ans et Maman sur MTV
  - Superstar - From zero to hero - émission de télé-réalité à cheval entre Star Academy sur TF1 et Nouvelle Star sur M6
  - Switzerland's Next Supermodel - une émission semblable à Top Model sur M6
  - Die Schweizer Supernanny - émission semblable à Supernanny sur M6
  - Undercover boss - émission semblable à Patron incognito sur M6
  - Wer wird Millionär - émission semblable à Qui veut gagner des millions ? sur TF1
  - The Voice - 3è saison (les deux premières étant diffusées sur le diffuseur public alémanique SRF).

## Audience
La chaîne désire faire concurrence directe avec SF zwei et aimerait atteindre les 11 % de part de marché. Le public ciblé est les 15-49 ans.
À la mi-avril 2007, l'Institut IHA-GfK annonçait que 3+ était la quatrième chaîne la plus regardée en Suisse-alémanique (7,5 % PDM) derrière SF1 (18,2 % PDM), RTL Television (12,2 % PDM), et SF zwei (12 % PDM).
Les chiffres du premier semestre 2019 de Mediapulse montre que la chaîne est désormais la troisième chaîne suisse la plus regardée (15-59 ans) en suisse alémanique (2,5 % PDM) derrière SRF 1 (13,4 % PDM) et SRF zwei (10,1 % PDM). Sur l'échantillon de son public cible (15-49 ans), la chaîne obtient 3% PDM derrière SRF 1 (10,9 % PDM) et SRF zwei (10,3 % PDM).
En juin 2019, la chaîne a atteint les 8,9% de PDM sur les 15-49 ans, juste derrière SRF zwei (9,1 % PDM).

## Diffusion
À ses débuts, 3+ est retransmise uniquement en Suisse alémanique par câble, à travers la société UPC Cablecom. Environ 75 % de la population alémanique peut donc regarder 3+, ce qui fait environ 1,5 million de foyers raccordés. Lors de sa programmation sur son réseau, Cablecom a déplacé ORF 2 pour y placer 3+. Après avoir conclu un accord de diffusion via satellite, Orange TV, Sunrise TV, et Swisscom TV proposent la chaîne dans leur offre, même en Suisse romande.
Depuis le 15 décembre 2012, la chaîne est également diffusée sur le satellite Astra 1.